# Honey Lemon Soda
Honey Lemon Soda (japanisch ハニーレモンソーダ) ist eine Manga-Serie von Mayu Murata, die seit 2015 in Japan erscheint. 2025 kam eine Anime-Adaption von Studio J.C.Staff heraus. Die Geschichte erzählt von der sich langsam entwickelnden Liebe zwischen einem schüchternen, bisher gemobbten Mädchen und einem Mädchenschwarm, der ihr Selbstvertrauen verleiht.

## Inhalt
Da Uka Ishimori (石森 羽花) sehr schüchtern und zurückhaltend ist, erhielt sie in der Mittelschule den Spitznamen „Stein“ und wurde das Ziel von Mobbing. Mit dem Eintritt in die Oberschule beschließt sie, sich zu verändern und offener zu werden. Als sie Wahl der Oberschule bevorsteht, trifft sie auf der Straße Kai Miura (三浦 界). Der aufgeweckte Jungen mit zitronengelbem Haar hilft ihr und sie erfährt, dass er auf die Hachimitsu-Oberschule gehen will. Gegen den Willen ihres überfürsorglichen Vaters entscheidet sie sich daher auch für die Schule und trifft Kai und dessen Freunde dort wieder. Dessen Persönlichkeit ist so spritzig wie die Zitronenlimonade, die er ständig trinkt, und er ist der Schwarm vieler Schülerinnen. Trotz ihrer Schüchternheit kommen sie sich näher und freunden sich langsam an. Kai merkt auch schnell, dass Uka Probleme mit Mobbern aus der Mittelschule hat, mischt sich ein und ermutigt sie, sich Hilfe zu suchen. Durch die Freundschaft mit Kai und deren Umgebung beginnt Uka, mehr Selbstvertrauen zu entwickeln und ihre Schüchternheit zu überwinden.
Die Beziehung zwischen den beiden vertieft sich langsam und Uka erfährt auch einige Geheimnisse Kais, wird immer wieder auf die Probe gestellt. So sind die Mobber aus der Mittelschule nicht verschwunden und erst nach einer Weile kann Uka sie mit ihrer veränderten Persönlichkeit konfrontieren und ihre Angst vor ihnen hinter sich lassen. Als ihr Vater aber bemerkt, wie sie immer mehr Zeit mit ihren Klassenkameraden verbringt, will er sie auf eine andere Schule versetzen. Denn er hält sie alle für Nichtsnutze, die einen schlechten Einfluss ausüben. Schließlich nimmt er Uka aus der Schule und behauptet, er wäre von den anderen an der Hachimitsu-Oberschule gemobbt worden. Erst durch das Eingreifen aller ihrer Schulfreunde und besonders Kais kann Ukas Vater überzeugt werden, dass ihr die neuen Freunde guttun. Schließlich lernt Uka Serina Kanno kennen, die frühere Geliebte von Kai. Von ihr erfährt sie einiges über seine Vergangenheit. Und sie ist noch immer in Kai verliebt, was Uka bewusster werden lässt, dass sie sich ebenso in Kai verliebt hat. Sie teilen eine freundschaftliche Rivalität, wobei immer deutlicher wird, dass Uka für Kai wichtiger ist.
Schließlich geht Ukas Interesse an Kai so weit, dass sie sich auch über dessen gelegentliche Abwesenheit oder Müdigkeit Sorgen macht. So verfolgt sie ihn gegen dessen Willen und wird von einigen Bekannten Kais aufgegriffen. Kai kommt ihr zu Hilfe und es wird bekannt, dass er abends einem Nebenjob in einer Bar nachgeht. Beim Schulfest wird Kai dann von einigen Mitschülern eingesperrt und von Uka gerettet. Sie gewinnt dabei, unterstützt von ihren Freundinnen, endlich genug Selbstvertrauen, ihre Liebe zu gestehen. Nach einigem Hin und Her, auch Kai gesteht seine Liebe aber ist von der Situation überfordert, werden die beiden ein Paar.

## Veröffentlichung
Der Manga erscheint seit Dezember 2015 im Magazin Ribon des Verlags Shūeisha. Die Kapitel wurden auch in bisher 28 Sammelbänden (Tankōbon) herausgebracht (Stand: Mai 2025). Mit über 10 Millionen verkauften Bänden bis 2022 wurde die Serie zu einem Verkaufserfolg.
Seit Februar 2025 erscheint eine deutsche Übersetzung von Lasse Christian Christiansen bei Tokyopop in bisher vier Bänden (Stand August 2025). Eine englische Ausgabe erscheint bei Yen Press.

## Verfilmungen
Im Jahr 2021 kam zunächst eine Umsetzung des Mangas als Film in die japanischen Kinos. Regie führte Kōji Shintoku und das Drehbuch schrieb Nami Kikkawa.
Die Anime-Serie wird von J.C.Staff produziert und unter der Regie von Hiroshi Nishikiori umgesetzt, mit Akiko Waba als Drehbuchautor. Das Charakterdesign entwarf Aimi Tanaka und die künstlerische Leitung lag bei Ryōko Itaya. Die 3D-Animationen leitete Shunsuke Kasuga, für die Kameraführung war Yurina Yagi verantwortlich und die Tonarbeiten leitete Fumihiko Ōtera. Die 12 Folgen wurden vom 9. Januar bis 27. März 2025 auf dem Sender Fuji TV ausgestrahlt. Die Plattform Crunchyroll veröffentlichte die Serie international per Streaming, unter anderem mit englischen und deutschen Untertiteln. Die deutschsprachige Synchronisation folgte ab dem 29. Januar 2025.

### Synchronisation
| Rolle           | Japanische Stimme (Seiyū) | Deutscher Sprecher |
| --------------- | ------------------------- | ------------------ |
| Uka Ishimori    | Kana Ichinose             | Sarah Tkotsch      |
| Kai Miura       | Shōgo Yano                | Paul-Lino Krenz    |
| Serina Kanno    | Rie Takahashi             |                    |
| Ayumi Endo      | Miyari Nemoto             | Jenny van der Wall |
| Tomoya Takamine | Shun'ichi Toki            | Christopher Arndt  |
| Satoru Seto     | Taku Yashiro              | Alexander Duffner  |

### Musik
Die Musik der Serie komponierte Akira Kosemura. Das Vorspannlied ist Magic Hour und der Abspann ist unterlegt mit Wonderful World von &Team.